# Anolis occultus
Anolis occultus е вид влечуго от семейство Dactyloidae. Видът е незастрашен от изчезване.

## Разпространение
Разпространен е в Пуерто Рико.